# Astragalus acmonotrichus
Astragalus acmonotrichus är en ärtväxtart som beskrevs av Edward Fenzl. Astragalus acmonotrichus ingår i släktet vedlar, och familjen ärtväxter. Inga underarter finns listade i Catalogue of Life.